# 54 f.Kr.

## Händelser

### Efter plats

#### Romerska republiken
- Appius Claudius Pulcher och Lucius Domitius Ahenobarbus blir konsuler i Rom.
- Juli – Julius Caesar genomför sin andra erövring av Britannien. Han erhåller underkastelse av hövdingen Cassivellaunus och insätter Mandubracius som kung.
- Ambiorix gör uppror i Gallien.
- Pompeius bygger den första permanenta teatern i Rom.
- Crassus anländer till Syrien som prokonsul.
- Octavia Minor gifter sig med Gaius Claudius Marcellus Minor.
- Vid Julias död börjar det första triumviratet upplösas.

## Födda
- Seneca d.ä. romersk författare (född omkring detta år)
- Tibullus, romersk poet (född omkring detta år)

## Avlidna
- Gaius Valerius Catullus, romersk poet (född 84 f.Kr.)
- Huo Chengjun, kejsarinna av den kinesiska Handynastin
- Julia, dotter till Julius Caesar, hustru till Pompeius (död i barnsäng)
- Lucius Valerius Flaccus, romersk praetor
- Mithridates III, kung av Partien sedan 57 f.Kr.